# Copadichromis azureus
Espèce
Statut de conservation UICN

 NT  : Quasi menacé
Copadichromis azureus est une espèce de poissons d'eau douce de la famille des Cichlidae. Ce cichlidé fait partie des poissons communément appelés « Haplo » dans le commerce aquariophile.

## Répartition
Ce poisson est endémique du lac Malawi mais uniquement sur le territoire du Malawi,. Il est généralement présent entre 19 et 25 m de profondeur.

## Description
Copadichromis azureus peut mesurer jusqu'à 146 mm de longueur totale pour les mâles.

## Aquariophilie

### Reproduction
Cette espèce est incubatrice buccale maternelle, les femelles gardent les œufs, larves et tout jeunes alevins environ trois semaines, protégés dans leur gueule (sans manger ou en filtrant très légèrement les micro-détritus). Les mâles peuvent se montrer très insistants dès les premières maturités sexuelles des femelles, il est préférable de maintenir cette espèce en groupes de plusieurs individus (au moins en « trio » : un mâle pour deux femelles), de manière à diviser l'agressivité d'un mâle dominant sur plusieurs individus.

### Croisement, hybridation, sélection
Il est impératif de maintenir cette espèce et le genre Copadichromis seul ou en compagnie d'autres espèces, d'autres genres, mais de provenance similaire (lac Malawi), afin d'éviter toute facilité de croisement. Le commerce aquariophile a également vu apparaitre un grand nombre de spécimens provenant d'Asie notamment et aux couleurs variées ou albinos, dues à la sélection, à l'hybridation ou autres procédés.

## Classification
Le nom valide complet (avec auteur) de ce taxon est Copadichromis azureus Konings, 1990.

### Étymologie
Son épithète spécifique, azureus, fait référence à la couleur bleu ciel des mâles en période de reproduction

### Publication originale
- (en) Ad Konings, « Descriptions of six new Malawi cichlids », Tropical Fish Hobbyist, États-Unis, vol. 38, no 11,‎ juillet 1990, p. 110-129 (ISSN 0041-3259).